# Hellering-lès-Fénétrange
Hellering-lès-Fénétrange là một xã trong vùng Grand Est, thuộc tỉnh Moselle, quận Sarrebourg, tổng Fénétrange. Tọa độ địa lý của xã là 48° 48' vĩ độ bắc, 07° 03' kinh độ đông. Hellering-lès-Fénétrange nằm trên độ cao trung bình là 275 mét trên mực nước biển, có điểm thấp nhất là 247 mét và điểm cao nhất là 332 mét. Xã có diện tích 4,05 km², dân số vào thời điểm 2005 là 165 người; mật độ dân số là 40,2 người/km². Xã cách Sarrebourg khoảng 9 km về phía bắc, thuộc Pháp từ năm 1766.

## Thông tin nhân khẩu
| 1962 | 1968 | 1975 | 1982 | 1990 | 1999 |
| ---- | ---- | ---- | ---- | ---- | ---- |
| 193  | 193  | 177  | 160  | 168  | 157  |